# Station Jatibarang

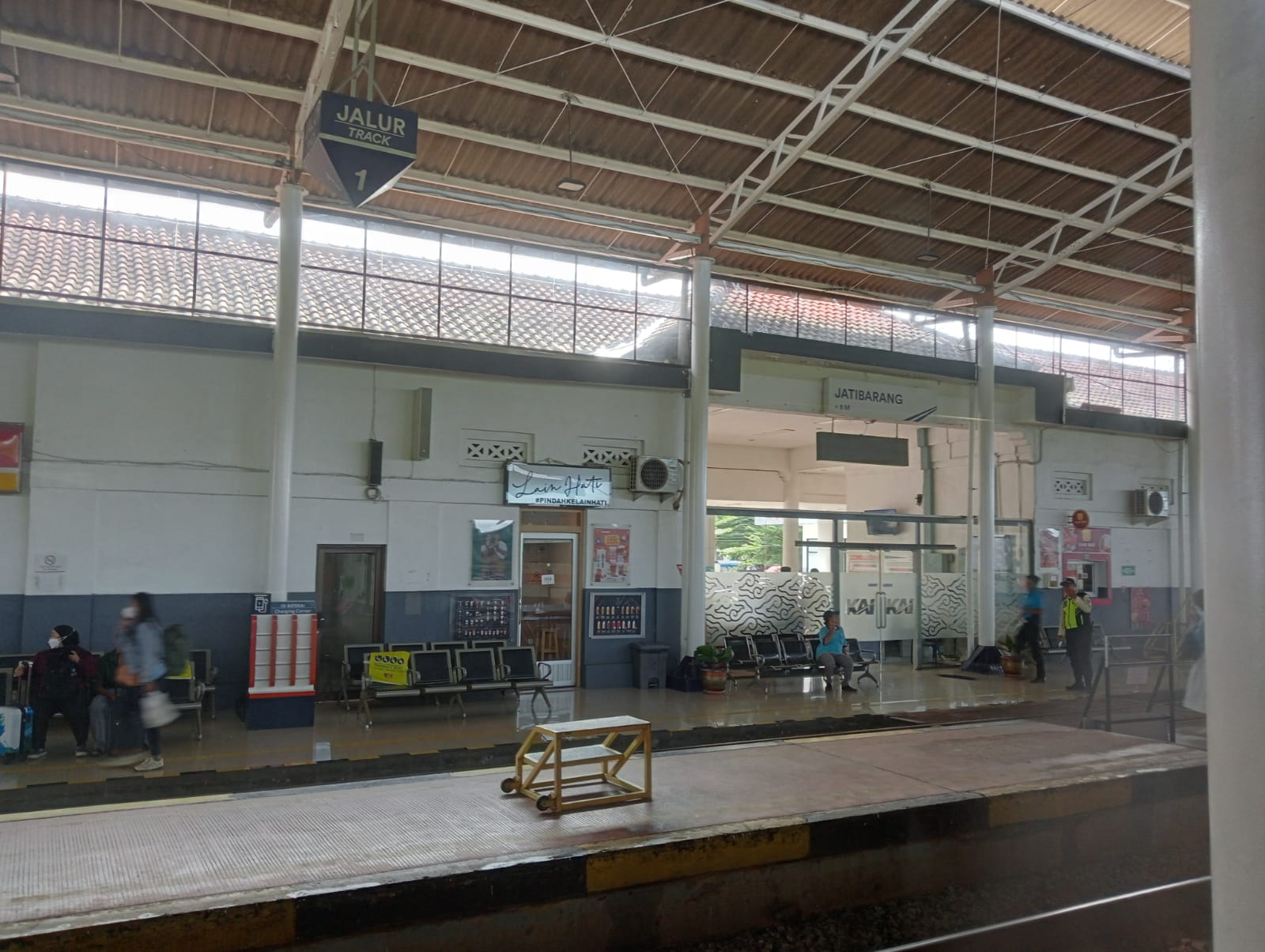
Station Jatibarang

Djatibarang is een spoorwegstation in de Indonesische provincie West-Java.

## Bestemmingen
- Cirebon Ekspres: naar Station Cirebon en Station Gambir
- Tegal Arum: naar Station Jakarta Kota en Station Tegal
- Kutojaya Utara: naar Station Tanahabang en Station Kutoarjo
- Brantas: naar Station Tanahabang en Station Kediri
- Gaya Baru Malam Selatan: naar Station Jakarta Kota en Station Surabaya Kota
- Matarmaja : naar Station Pasar Senen en Station Malang
- Fajar Utama Yogya : naar Station Yogyakarta
- Fajar Utama Semarang : naar Station Semarang